# Vrouwenmarathon van Tokio 1987
De Vrouwenmarathon van Tokio 1987 werd gelopen op zondag 15 november 1987. Het was de negende editie van deze marathon. Aan deze wedstrijd mochten alleen vrouwelijke eliteloopsters deelnemen. 
De Duitse Katrin Dörre kwam als eerste over de streep in 2:25.24. Ze was hiermee bijna een minuut sneller dan de Nederlandse Carla Beurskens, die met haar eindtijd van 2:26.34 een nationaal record vestigde.

## Uitslagen
| rang   | naam                 | land | tijd    |
| ------ | -------------------- | ---- | ------- |
| Goud   | Katrin Dörre         | GER  | 2:25.24 |
| Zilver | Carla Beurskens      | NED  | 2:26.34 |
| Brons  | Zoja Ivanova         | URS  | 2:27.57 |
| 4      | Veronique Marot      | ENG  | 2:31.55 |
| 5      | Tatyana Polovinskaya | URS  | 2:32.30 |
| 6      | Maria Rebelo         | FRA  | 2:33.00 |
| 7      | Elena Tsukhlo        | URS  | 2:33.25 |
| 8      | Kazue Kojima         | JPN  | 2:33.44 |
| 9      | Kristina Garlipp     | GER  | 2:35.15 |
| 10     | Annette Fincke       | GER  | 2:36.35 |
| 11     | Sandra Branney       | SCO  | 2:37.35 |
| 12     | Machiko Inoguchi     | JPN  | 2:38.31 |
| 13     | Yan-min Wen          | CHN  | 2:38.38 |
| 14     | Jung-Suk Lee         | KOR  | 2:39.45 |
| 15     | Renata Walendziak    | POL  | 2:41.30 |
| 16     | Yoshiko Hirohama     | JPN  | 2:42.58 |
| 17     | Shizuko Yukawa       | JPN  | 2:46.21 |
| 18     | Miwa Kameyama        | JPN  | 2:48.32 |
| 19     | Minoru Muramoto      | JPN  | 2:49.32 |
| 20     | Akiko Sugiura        | JPN  | 2:49.51 |
| 21     | Kikuyo Ueda          | JPN  | 2:50.10 |
| 22     | Gail Scott           | USA  | 2:50.10 |
| 23     | Mifuyu Komatsu       | JPN  | 2:50.35 |
| 24     | Masako Matsumura     | JPN  | 2:50.51 |
| 25     | Rei Nakamura         | JPN  | 2:52.34 |

Tokyo International Marathon (alleen mannen)

1981 · 1982 · 1983 · 1984 · 1985 · 1986 · 1987 · 1988 · 1989 · 1990 · 1991 · 1992 · 1993 · 1994 · 1995 · 1996 · 1997 · 1998 · 1999 · 2000 · 2001 · 2002 · 2003 · 2004 · 2005 · 2006

Tokyo International Women's Marathon (alleen vrouwen)

1979 · 1980 · 1981 · 1982 · 1983 · 1984 · 1985 · 1986 · 1987 · 1988 · 1989 · 1990 · 1991 · 1992 · 1993 · 1994 · 1995 · 1996 · 1997 · 1998 · 1999 · 2000 · 2001 · 2002 · 2003 · 2004 · 2005 · 2006 · 2007 · 2008

Tokyo Marathon (beide)

2007 · 2008 · 2009 · 2010 · 2011 · 2012 · 2013 · 2014 · 2015 · 2016 · 2017 · 2018 · 2019 · 2020 · 2021 · 2022 · 2023 · 2024